# ماريو سفيتانوفيتش
ماريو سفيتانوفيتش (بالكرواتية: Mario Cvitanović)‏ هو لاعب كرة قدم كرواتي في مركز ظهير ‏، ولد في 6 مايو 1975 في زغرب في كرواتيا. شارك مع منتخب كرواتيا تحت 21 سنة لكرة القدم ومنتخب كرواتيا لكرة القدم. أما مع النوادي، فقد لعب مع إنيرجي كوتبوس وبيرسخوت إيه سي ودينامو زغرب ونادي جنوى ونادي فينيزيا ونادي نابولي وهيلاس فيرونا.

## وصلات خارجية
- ماريو سفيتانوفيتش على موقع اتحاد كرواتيا (الكرواتية)
- ماريو سفيتانوفيتش على موقع قاعدة بيانات كرة القدم.إي يو (الإنجليزية)
- ماريو سفيتانوفيتش على موقع ناشيونال فوتبول تيمز (الإنجليزية)
- ماريو سفيتانوفيتش على موقع Soccerway.com (الإنجليزية)
- ماريو سفيتانوفيتش على موقع عالم كرة القدم.نت (الإنجليزية)